# Vinton (Luisiana)
Vinton es un pueblo ubicado en la parroquia de Calcasieu en el estado estadounidense de Luisiana. En el Censo de 2010 tenía una población de 3212 habitantes y una densidad poblacional de 245,67 personas por km².

## Geografía
Vinton se encuentra ubicado en las coordenadas 30°11′44″N 93°34′56″O / 30.19556, -93.58222. Según la Oficina del Censo de los Estados Unidos, Vinton tiene una superficie total de 13.07 km², de la cual 12.94 km² corresponden a tierra firme y (1.01%) 0.13 km² es agua.

## Demografía
Según el censo de 2010, había 3212 personas residiendo en Vinton. La densidad de población era de 245,67 hab./km². De los 3212 habitantes, Vinton estaba compuesto por el 75.34% blancos, el 20.73% eran afroamericanos, el 0.62% eran amerindios, el 0.4% eran asiáticos, el 0.06% eran isleños del Pacífico, el 0.28% eran de otras razas y el 2.55% pertenecían a dos o más razas. Del total de la población el 2.71% eran hispanos o latinos de cualquier raza.